# マグヌス2世 (ブラウンシュヴァイク＝リューネブルク公)
マグヌス2世（Magnus II., 1324年 - 1373年7月25日）は、ブラウンシュヴァイク＝リューネブルク公、ヴォルフェンビュッテル侯（在位：1369年 - 1373年）およびリューネブルク侯（在位：1369年 - 1373年）。

## 生涯

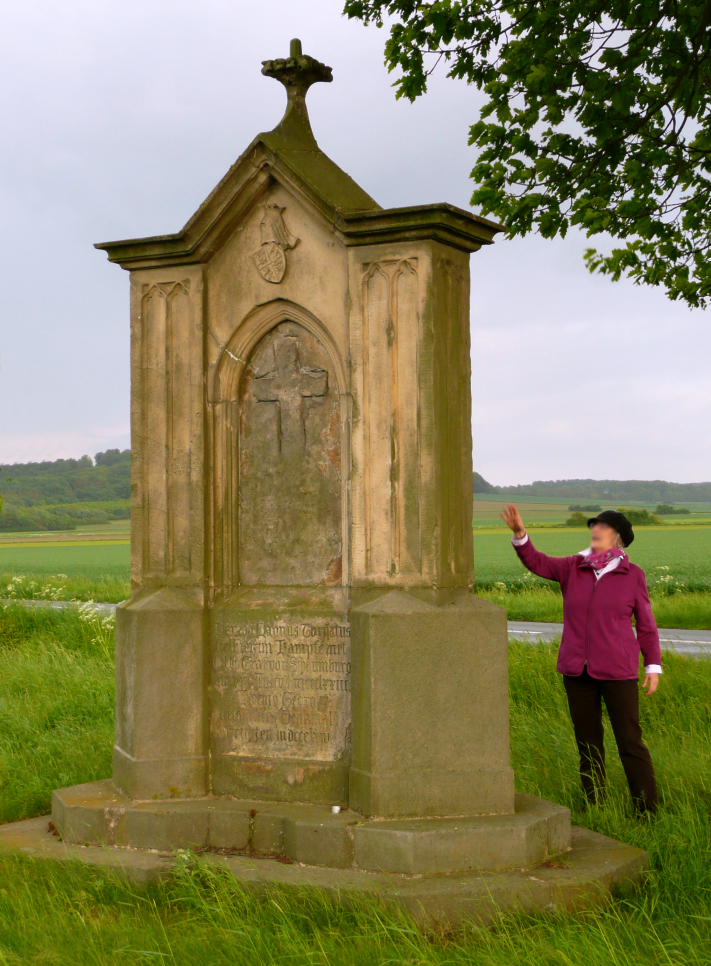
レーヴェステにあるマグヌスの記念碑

マグヌス2世はブラウンシュヴァイク＝リューネブルク公マグヌス1世の息子である。1362年、マグヌスと弟ルートヴィヒ1世は弟ブレーメン大司教アルブレヒト2世のため、当時の教区管理者で、自身のブレーメン大司教就任を要求するモーリッツ・フォン・オルデンブルクに対し弟の大司教位を主張した。マグヌス、弟ルートヴィヒおよびルートヴィヒの義父ブラウンシュヴァイク＝リューネブルク公ヴィルヘルム2世は軍を率いて、フェルデ城のモーリッツを攻め、モーリッツを辞職させた。
1367年の弟ルートヴィヒ1世の死後、マグヌスはヴォルフェンビュッテルとツェレ（リューネブルク）両方の継承者となった。父マグヌス1世およびツェレを治めていたヴィルヘルム2世が1369年に死去し、マグヌスは両領地を相続した。しかし、1370年には、マグヌスはツェレをアスカン家のザクセン＝ヴィッテンベルク公（アルブレヒト3世およびその叔父ザクセン選帝侯ヴェンツェル）に奪われてしまった。マグヌス2世の継承を阻止しようと、皇帝カール4世がツェレをアスカン家に与えたためである。リューネブルク、ユルツェン、ハノーファーなどの都市は、アスカン家と同盟を結んだ。マグヌスはブラウンシュヴァイクのみをかろうじて手元にとどめたにすぎなかった。リューネブルク継承戦争は、1373年7月25日にマグヌスがダイスター近くのレーヴェステ（現在のゲーアデンの一部）の戦いで戦死した後も数年間続いた。

## 子女
マグヌスはアンハルト＝ベルンブルク侯ベルンハルト3世の娘カタリーナと結婚した。カタリーナは父方を通して、デンマーク王アーベルの玄孫にあたる。カタリーナはマグヌスの死後、マグヌスの敵であったアスカン家のブラウンシュヴァイク＝リューネブルク公アルブレヒト3世と再婚した。
- フリードリヒ1世（1357年頃 - 1400年） - ヴォルフェンビュッテル侯
- ベルンハルト1世（1358/65年 - 1434年） - ヴォルフェンビュッテル侯、リューネブルク侯
- オットー2世（1364年頃 - 1406年） - ブレーメン大司教
- ハインリヒ1世（? - 1416年） - ヴォルフェンビュッテル侯、リューネブルク侯
- アグネス1世（1410年没） - ブラウンシュヴァイク＝グルーベンハーゲン公アルブレヒト1世（1339年 - 1383年）と結婚
- アグネス2世（1356年以前 - 1434年） - 1366年にマンスフェルト伯ブルクハルト5世と結婚、1389/91年にポメラニア公ボギスラフ6世と再婚、1396年にスウェーデン王アルブレクトと再再婚
- ゾフィー（1358年 - 1416年5月28日以前） - 1373年4月8日にザクセン＝ラウエンブルク公エーリヒ4世（1354年 - 1411年）と結婚
- カタリーナ・エリーザベト - 1391年にホルシュタイン＝レンズブルク伯兼シュレースヴィヒ公ゲルハルト6世（1367年頃 - 1404年）と結婚
- メヒティルド（1370年 - ?） - 1385年にホーヤ伯オットー3世（1428年没）と結婚
- ヘレネ - 1390年にホーヤ伯エーリヒ1世（1370年 - 1426年）と結婚
- エリーザベト（1420年没） - 1399年にオルデンブルク伯モーリッツ2世（1380年 - 1420年）と結婚